# Okres Pécs
Okres Pécs (maďarsky Pécsi járás) je okres v jižním Maďarsku v župě Baranya. Jeho správním centrem je město Pécs.

## Sídla
V okrese se nachází celkem 40 měst a obcí.
Města
- Kozármisleny
- Pécs

Obce
| - Abaliget - Aranyosgadány - Áta - Bakonya - Berkesd - Birján - Bogád - Bosta - Cserkút - Egerág - Ellend - Görcsöny - Gyód | - Hosszúhetény - Husztót - Keszü - Kisherend - Kovácsszénája - Kökény - Kővágószőlős - Kővágótöttös - Lothárd - Magyarsarlós - Nagykozár - Ócsárd - Orfű | - Pécsudvard - Pellérd - Pereked - Pogány - Regenye - Romonya - Szalánta - Szemely - Szilágy - Szilvás - Szőke - Szőkéd |